# شريان بين العظام راجع
شريان بين العظام راجع (بالإنجليزية: Interosseous recurrent artery)‏‏هو شريان يتفرعُ من الشريان بين العظام الخلفي.